# 约翰·默瑞格·托马斯
约翰·默瑞格·托马斯爵士（英語：John Meurig Thomas，简称JMT，1932年12月15日—2020年11月13日）是一位英国化学家，专攻多相催化、固体化学和材料科学领域，主要作品有《单活性中心多相催化剂设计与应用——贡献给绿色化学、清洁技术和可持续性》（Design and Applications of Single-Site Heterogeneous Catalysts: Contributions to Green Chemistry, Clean Technology and Sustainability）等。1987年，托马斯与大卫·菲利普斯共同主持了的英国皇家科学院圣诞讲座，主题《晶体与激光器》。